# Der Cinderella-Komplex
Der Cinderella-Komplex ist ein Sachbuch der amerikanischen Schriftstellerin Colette Dowling, das in der englischsprachigen Originalausgabe The Cinderella Complex: Women’s Hidden Fear of Independence im Jahre 1981 erschien. Die Autorin beschrieb in diesem Buch ein Phänomen, das sie als „Cinderella-Komplex“ bezeichnet. Damit meint die Autorin einen unbewussten Wunsch von Frauen, sich zu jeder Zeit beschützt und geborgen fühlen zu wollen. Der Cinderella-Komplex entstehe in der Kindheit und präge die späteren Beziehungen und sozialen Bindungen.
Teile des Buches erschienen vorab in der New York Times  unter dem Titel The Cinderella Syndrome. Die deutsche Erstausgabe des Buchs erschien im Jahre 1982. In dem 1992 erschienenen Buch Perfekte Frauen. Die Flucht in die Selbstdarstellung beschrieb Dowling das Verhalten von Frauen diametral entgegengesetzt.

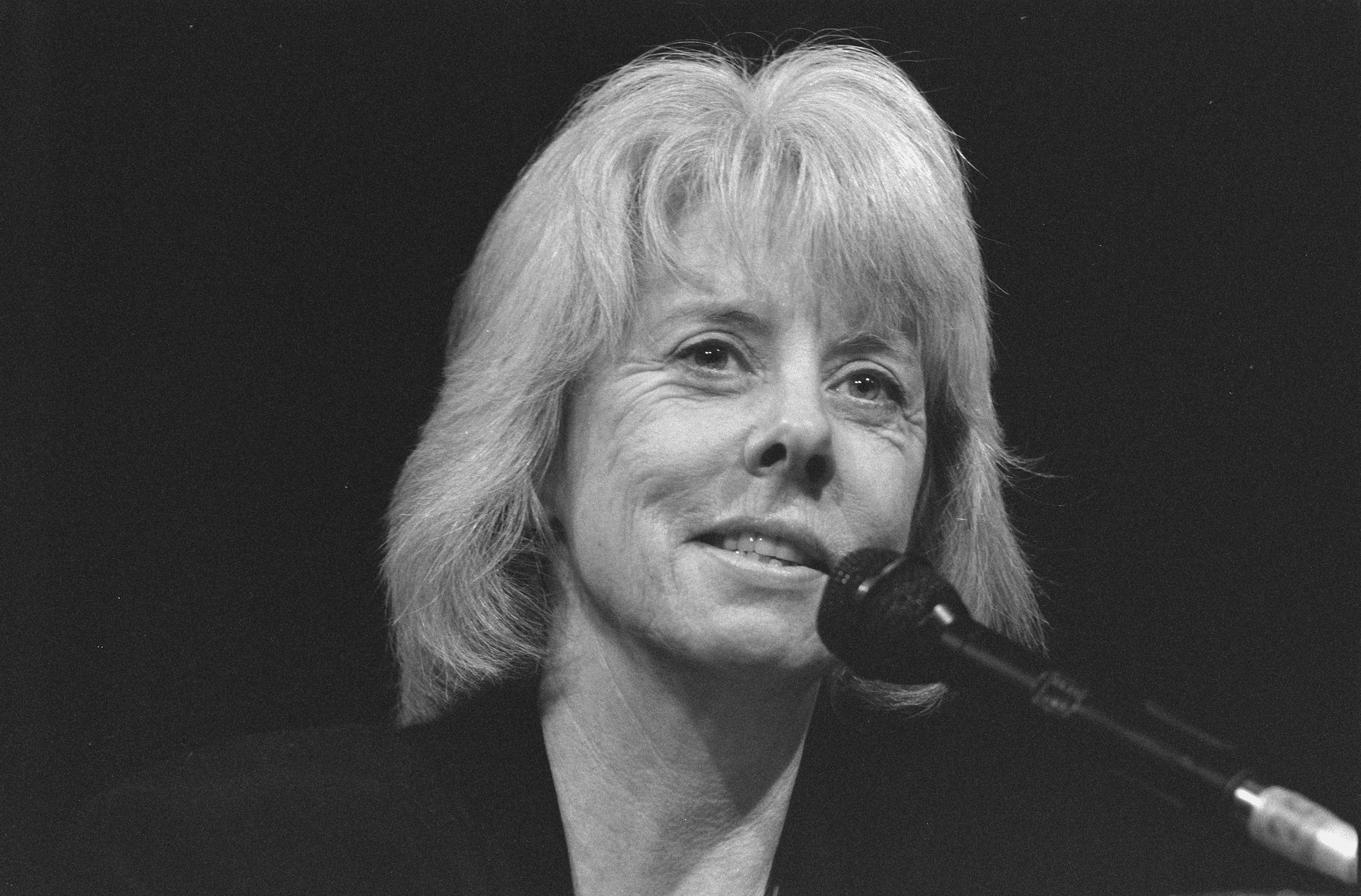
Colette Dowling

## Inhalt
Colette Dowling beschreibt in ihrem Buch Der Cinderella-Komplex – Die heimliche Angst der Frauen vor der Unabhängigkeit eine unbewusste Angst von Frauen vor der eigenen Verantwortung und – wie im Märchen von Aschenputtel – die heimliche tiefverwurzelte Sehnsucht nach einem Traumprinzen, der sie rettet und versorgt. Neben Erkenntnissen aus rund 100 Interviews mit Frauen bezieht sich die Autorin immer wieder auf eigene biografische Erlebnisse.
Dowling führt Studien an, die zeigen, dass Frauen mit herausragendem Studienerfolg negative Konsequenzen damit verbanden und die Überzeugung, dass der Erfolg im Beruf ihre Beziehungen zu Männern gefährde, während sie das Führen einer erfolgreichen Beziehung als größten Wunsch betrachteten. Verallgemeinernd schließt sie, Frauen hätten „den starken Wunsch, für Männer attraktiv zu sein, unbedrohlich, liebenswürdig, feminin“.
Die Bindung an den Partner hindere die Frauen an der Entfaltung ihrer Fähigkeiten zu produktiver Arbeit und führe dazu, dass Frauen nicht lernten, mit ihren Ängsten umzugehen, somit unbewusst ihre weibliche Rolle zu akzeptieren und auf dem „Beifahrersitz“ zu bleiben. Oft stehe laut Dowling das Selbstvertrauen der Frauen im umgekehrten Verhältnis zum Leistungsniveau ihrer Partner.
Die Berufstätigkeit als „Basis für die eigene Individuation und Abgrenzung“ werde daher als „Trennung vom Partner“ erlebt. Forderungen nach Gendergerechtigkeit sieht Dowling als „Verteidigungs- oder Tarnmechanismus für die eigene Unzulänglichkeit“. Das „Gefühl, Opfer zu sein“ und das System für die eigene Situation verantwortlich zu machen, wirke als „negative Verstärkung“. Sobald Frauen ihre Abhängigkeit aufgäben und die Verantwortung für die eigenen Probleme und Herausforderungen übernähmen, würde sich das Zentrum der Schwerkraft vom Anderen zum „Ich“ verlagern.

## Kommerzieller Erfolg
Das Buch war auf beiden Seiten des Atlantiks ein großer Erfolg. Nach Erscheinen des Buches in den USA lasen es mehr als Hunderttausend Frauen im ersten Jahr. Dowling wurde in etliche einflussreiche Talkshows eingeladen (Today Show, Phil Donahue Show, Merv Griffin Show). Vom August bis November 1981 war es in den Top 10 der Sachbücher-Bestsellerliste der New York Times.  Das Buch wurde bereits in den ersten Jahren nach Erscheinen in 17 Sprachen übersetzt und verhalf der Autorin innerhalb kurzer Zeit zu internationaler Bekanntheit. In Deutschland wurden in den ersten drei Wochen nach der Veröffentlichung 50 000 Exemplare verkauft, und es stand auf den deutschen Bestsellerlisten.

## Rezensionen
Der Cinderella-Komplex überzeugte viele Rezensentinnen. In der Zeit beschrieb Christine Brinck 1982, wie Dowling die „emanzipierten Paradepferde aus den höheren Etagen vortraben“ und dabei „ihre nie verlorene Abhängigkeit vorführen“ lasse. Dowling charakterisiere den Konflikt der modernen Frau, diese sei ohne Rollenvorbild, zumindest ohne ein Beispiel, das „ihr Unabhängigkeit als Bestandteil weiblicher Identität vorführt“. Sie wolle zwar nicht sein wie ihre Mutter, doch auch nicht wie ihr Vater. Dowling präsentiere Simone de Beauvoir als Vorbild dafür, wie man sich aus der Falle der Abhängigkeit lösen könnte. Im Spiegel stellte Angela Gatterburg fest, es werde das „Aschenputtel-Syndrom“ beschrieben, dies sei „die Angst der Frauen vor Unabhängigkeit, Erfolg und Verantwortung und die heimliche Sehnsucht nach dem Traumprinzen.“
Eine Rezension im Feuilleton der Frankfurter Allgemeinen Zeitung von März 1982 befindet: „Der Cinderella-Komplex wird möglicherweise bald so bekannt sein wie andere, tieferwurzelnde Komplexe.“
Eliza Collins im Harvard Business Review empfahl nach der Lektüre des Buches versierten Managern, sowohl männlichen als auch weiblichen, sich die Ängste einer Mitarbeiterin anzuhören, ohne dabei das Eigenbild der Frau als abhängig zu fördern.
Doch Dowlings Thesen wurden auch oft in Frage gestellt. So kritisierte Leanne Schreiber in der New York Times, dass Dowling eine „fragwürdige Perspektive“ auf ihre eigenen Erfahrungen eingenommen und sie mit einer „höchst selektiven und oft veralteten Auswahl soziologischer Daten“ untermauert habe, um eine Theorie über die Natur der Frauen aufzustellen, die viele Menschen nur allzu gerne übernähmen. Dowlings kategorische Aussagen über Frauen, die laut Schreiber von Dowling als „einheitlich verachtenswerter Haufen“ dargestellt werden, blendeten die Unterschiedlichkeit von Frauen aus. Für Schreiber verbarg sich zwischen den Zeilen des Buches etwas, das sie als „Prinzen-Komplex“ beschrieb: die Überzeugung, dass Männer im Gegensatz zu Frauen „völlig selbstgenügsame, schuldlos egozentrische, mühelos leistungsfähige Wesen“ sind, die weder Unsicherheit noch den „Wunsch nach einem sicheren, warmen Ort“ kennten. Frauen würden als mangelhaft dargestellt – in Bezug auf diese falsche Norm. Schreiber endete mit: „Wäre die Autorin eher bereit gewesen anzuerkennen, dass auch Männer Menschen sind, hätte sie es vielleicht nicht für nötig befunden, Frauen dafür zu maßregeln, dass sie es ebenfalls sind.“ 
Einen Tag später, am 12. Juli 1981, erschien in der New York Times eine weitere Buchrezension der feministischen Soziologin Carol Tevris. Diese warf Dowling unter anderem vor, ihre psychologischen Diagnosen auf alle Frauen zu generalisieren. Diese brauchten außerdem in der Realität einiges mehr als einen ausgeprägten Unabhängigkeitswillen, um ihre Lebenssituation zu verbessern.
Naomi Ruth Lowinsky führte im San Francisco Jung Institute Library Journal die starke Resonanz auf Dowlings Buch darauf zurück, dass es „einige wichtige (Halb-)Wahrheiten“ anspreche. Für Frauen sei es tatsächlich schwierig, sich der „einsamen Aufgabe ihrer ’Individuation’“ zu stellen, doch wären ihre Bindungsbedürfnisse weder pathologisch noch lähmend. Frauen litten unter der kulturellen Spaltung zwischen Leistung und Sorgearbeit, doch sei Sorgearbeit keine minderwertige menschliche Funktion.
Trotz generellem Lob von Dowlings Erkenntnissen kritisierte Eliza Collins im Harvard Business Review, dass Dowling die Angst der Frauen vor der Unabhängigkeit eng mit der Angst vor Wachstum verknüpft habe. Dowling übersehe, dass Frauen und Männer einfach unterschiedlich mit der Angst vor Veränderung umgingen. Die dynamischen Prozesse wären komplexer als eine einfache Angst vor Unabhängigkeit.

## Wirkung
Das Buch Der Cinderella-Komplex wurde als Grundlage von Forschungsarbeiten in unterschiedlichen Fachbereichen, insbesondere jedoch den Literaturwissenschaften, weltweit auch noch viele Jahre nach seinem Erscheinen herangezogen.
Die Soziologin Sandra Lynn Barnes von der Vanderbilt University in Nashville nahm im Jahr 2009 Thesen aus dem Buch von Dowling als Grundlage einer in der Zeitschrift Black Women, Gender + Families veröffentlichten Studie. Sie untersuchte darin die Grundzüge des Cinderella-Komplexes und indirekt des Prinz-Charming-Ideals in Bezug auf traditionelle Geschlechterrollen mit einem Blick auf Ethnie, Klasse und städtische Dynamiken. Dazu befragte sie schwarze, hispanische und weiße Frauen, die in Beziehungen mit schwarzen Männern leben, zu den Herausforderungen, denen sie innerhalb der Beziehung begegneten.
2019 untersuchte eine Studie von Huimin Xu, Zhang Zhang, Lingfei Wu und Cheng-Jun Wang in einer chinesisch-amerikanischen Forschungszusammenarbeit, die in der interdisziplinären wissenschaftlichen Zeitschrift PLoS ONE veröffentlicht wurde, Filme und Bücher im Hinblick auf Gender-Stereotype. Sie deckten darin eine konstruierte emotionale Abhängigkeit weiblicher Figuren von männlichen Charakteren in den im Rahmen der Studie untersuchten literarischen und filmischen Erzählungen auf. Diese Art der Erzählstruktur bezeichneten die Autorinnen und Autoren der Studie als „Cinderella-Komplex“, da die für die Studie herangezogenen Narrative davon ausgingen, dass Frauen bei ihrem Streben nach einem glücklichen, erfüllten Leben von Männern abhängig seien.
Die indonesischen Postgraduierten Bhramastya Sandy Hargita und Nurhadi von der Yogyakarta State University nahmen das Buch im Jahr 2022 als Grundlage einer Untersuchung im Fachbereich der indonesischen Sprach- und Literaturwissenschaften. Sie verbanden Dowlings Thesen mit Methoden aus der feministischen Literaturkritik und der Psychoanalyse zur Untersuchung des Romans Kenanga der indonesischen Schriftstellerin Oka Rusmini. In ihrem Aufsatz gelangen sie zu dem Schluss, dass die weiblichen Figuren in Kenangas Roman zentrale Aspekte des Cinderella-Komplexes durchlebten, so die Angst vor Unabhängigkeit, vor Abhängigkeit und vor Erfolg. Als Ursachen dafür identifizierten sie Erziehungsaspekte, Persönlichkeitsreife und negative Selbstkonzepte.
Auch in der Populärkultur fand das Buch noch Widerhall. Die Journalistin Julia Ballerstädt griff in der Zeitschrift Brigitte im Januar 2024 die Einschätzungen Dowlings in einer Erziehungskolumne erneut auf.

## Ausgaben
- The Cinderella-Complex – Women’s Hidden Fear of Independence. Summit Books, New York City 1981, ISBN 978-0-671-40052-1
- Der Cinderella-Komplex – Die heimliche Angst der Frauen vor der Unabhängigkeit. Aus dem Amerikanischen von Manfred Ohl und Hans Sartorius, S. Fischer Verlag, Frankfurt am Main 1982, ISBN 3-10-015306-5.